# Luděk Pernica
Luděk Pernica (* 16. června 1990, Boskovice) je český profesionální fotbalista, který hraje na pozici středního obránce za český klub SK Artis Brno. Je také bývalým českým mládežnickým reprezentantem.

## Klubová kariéra
Svoji fotbalovou kariéru začal v ASK Blansko, odkud ještě jako žák přestoupil v roce 2000 do 1. FC Brno. Zde pokračoval i v dorostu a propracoval se do seniorské kategorie, kde hrál za B-tým. Na jaře 2010 odehrál první utkání za první tým. Před sezonou 2014/15 přestoupil do FK Baumit Jablonec, kde podepsal tříletý kontrakt. Na severu Čech strávil 4 roky, po kterých se přesunul do Viktorie Plzeň, odkud hostoval do Jablonce a Zbrojovky. Po zranění kolene v roce 2023 přestoupil v následující zimě zpět do brněnské Zbrojovky. Zde nastupoval pravidelně. V prosinci 2024 rozvázal svoji smlouvu a 8. ledna 2025 podepsal kontrakt v konkurenční Líšni.

### Klubové statistiky
Aktuální k 2. červnu 2014
| Sezona | Klub                | Země  | Soutěž  | Zápasy | Góly |
| ------ | ------------------- | ----- | ------- | ------ | ---- |
| 08/09  | 1. FC Brno B        | Česko | MSFL    | 1      | 0    |
| 09/10  | 1. FC Brno B        | Česko | MSFL    | 19     | 1    |
|        | 1. FC Brno          | Česko | 1. liga | 6      | 2    |
| 10/11  | FC Zbrojovka Brno B | Česko | MSFL    | 3      | 0    |
|        | FC Zbrojovka Brno   | Česko | 1. liga | 8      | 1    |
| 11/12  | FC Zbrojovka Brno B | Česko | MSFL    | 12     | 1    |
|        | FC Zbrojovka Brno   | Česko | 2. liga | 17     | 0    |
| 12/13  | FC Zbrojovka Brno   | Česko | 1. liga | 28     | 3    |
| 13/14  | FC Zbrojovka Brno   | Česko | 1. liga | 30     | 0    |
|        | celkem 1. liga      |       |         | 72     | 6    |
|        | celkem 2. liga      |       |         | 17     | 0    |
|        | celkem 3. liga      |       |         | 35     | 2    |

## Reprezentační kariéra
Pernica odehrál jeden poločas v dresu české reprezentace do 20 let v přátelském utkání 27. 4. 2011 proti Slovensku (remíza 2:2).